# Station Gundih
Gundih is een spoorwegstation in de Indonesische provincie Midden-Java.

## Bestemmingen
- Kalijaga: naar Station Semarang Poncol en Station Solo Balapan
- Brantas: naar Station Blitar
- Matarmaja: naar Station Malang en Station Pasar Senen